# 索羅科片
51°19′12″N 28°29′24″E / 51.32000°N 28.49000°E
索羅科片（烏克蘭語：Сорокопень），是烏克蘭北部的村莊，隸屬日托米爾州的科羅斯滕區。該村面積0.78平方公里，海拔高度214米，2001年人口283，人口密度每平方公里362.82人。